# Alí I de Zanzíbar
Sayyid Alí bin Saíd al-Busaíd, GCSI, (1854 - 5 de marzo de 1893) (en árabe: علي بن سعيد البوسعيد‎) fue el cuarto sultán de Zanzíbar, reinando desde el 13 de febrero de 1890 al 5 de marzo de 1893, sucediendo a sus hermanos Majid, Barghash y Khalifah, según la tradición árabe.
Durante su reinado Alemania y el Reino Unido firmaron el 1 de julio de 1890 el Tratado de Heligoland-Zanzíbar, por el que se repartían las posesiones del sultanato de Zanzíbar. Alemania se quedaba con las posesiones de Zanzíbar en el continente africano (Tanganika) y el Reino Unido convertía el archipiélago de Zanzíbar en un protectorado. Como resultado de este reparto, los vasallos del sultán en el continente africano provocarían una revuelta contra los alemanes y en el propio Zanzíbar también surgirían descontentos contra la presencia europea.
Fue sucedido por su sobrino, Hamad ibn Thuwaini.

## Títulos
- 1854-13 de febrero de 1890: Sayyid Alí I ibn Said
- 13 de febrero -8 de noviembre de 1890: Su Alteza el Sultán Sayyid Alí I ibn Said, sultán de Zanzíbar.
- 8 de noviembre de 1890- 5 de marzo de 1893: Su Alteza el Sultán Sayyid Sir Alí I ibn Said, sultán de Zanzíbar, Caballero de la Orden de la Estrella de la India (GCSI)[1]